# Programme Identification Code
Der Programme Identification Code, auch PI-Code genannt, wird in Europa von UKW-Hörfunksendern als Identifikator abgestrahlt und ermöglicht die Zuordnung zu einer Programmkette. Eine Einsatzmöglichkeit ist die Suche nach alternativen Empfangsfrequenzen für ein Programm, beispielsweise bei Empfängern in Kraftfahrzeugen.
Der 16-Bit-Code wird je Sekunde 11,4 Mal innerhalb des Radio Data Systems übertragen und als vierstellige hexadezimal-Zeichenkette interpretiert.
Die Struktur des Codes ist in der EN 50067 festgeschrieben.
- In der ersten Stelle ist das Land/Staat codiert.
  - Deutschland: D  oder 1
  - Österreich: A
  - Schweiz: 4
- Die zweite Stelle beschreibt den Sendebereich.
- Die dritte Stelle wird in Deutschland zur Verschlüsselung des Bundeslands verwendet.
- Die vierte Stelle bildet die Programm-Nummer.

## Beispiele
- D210: Deutschlandfunk
- D311: Bayern 1
- DE84: NDR Info Schleswig-Holstein
- D784: NDR Info Mecklenburg-Vorpommern